# Aeroportul El Palomar
Aeroportul El Palomar (IATA: EPA, ICAO: SADP) este un aeroport din El Palomar⁠(d), Morón Partido⁠(d), Buenos Aires, Argentina ce deservește zona Marele Buenos Aires. Aeroportul a fost tranzitat în martie 2021 de 0 pasageri.
Situat la o altitudine de 17 m, aeroportul dispune de o singură pistă. Este operat de Argentine Air Force⁠(d).